# Boyleite
La boyleite è un minerale appartenente al gruppo della rozenite.